# باب يونغ
باب يونغ (بالإنجليزية: Babe Young)‏ هو لاعب كرة قاعدة أمريكي، ولد في 1 يوليو 1914 في أستوريا، كوينز في الولايات المتحدة، وتوفي في 25 ديسمبر 1983 في إيفرت في الولايات المتحدة.

## وصلات خارجية
- باب يونغ على موقعبيزبول رفرنس.كوم (الدوري الرئيسي) (الإنجليزية)
- باب يونغ على موقعبيزبول رفرنس.كوم (الدوري الثانوي) (الإنجليزية)